# لامبورگینی ال‌ام۰۰۱

لامبورگینی ال‌ام۰۰۱ ‌(به انگلیسی: Lamborghini LM001) یک نمونه اولیه خودروی آفرود بود که توسط لامبورگینی طراحی و ساخته شد. نخستین‌ بار در نمایشگاه خودروی ژنو ۱۹۸۱ در کنار جلپا جدید رونمایی شد.
با وجود شکست پروژه چیتا ، ایده خودروی آفرود لامبورگینی همچنان زنده بود و با سرمایه جدید سرمایه گذاران، کانسپت چیتا به ال‌ام۰۰۱ بازطراحی شد. برخلاف موتور کرایسلر چیتا، نمونه اولیه ال‌ام۰۰۱ دارای ۱۸۰ اسب بخار (۱۳۴ کیلووات) بود. ۵٫۹ لیتری (360 ci) وی۸ ساخت امریکن موتورز، با هدف ارائه وی۱۲ از کانتاش برای مدل‌های تولیدی.
مشخص شد که ال‌ام۰۰۱ هنگام شتاب‌گیری از ویژگی‌های هندلینگ نامطلوب برخوردار است. این مشکل در قرار گرفتن موتور در عقب ردیابی شد. در نتیجه، ال‌ام۰۰۱ پس از ساخت یک نمونه اولیه متوقف شد.